# Cenchrus pilosus
Cenchrus pilosus är en gräsart som beskrevs av Carl Sigismund Kunth. Cenchrus pilosus ingår i släktet tagghirser, och familjen gräs. Inga underarter finns listade i Catalogue of Life.